# Jowand
Jowand är ett distrikt i Afghanistan. Det ligger i provinsen Badghis, i den nordvästra delen av landet, 400 kilometer väster om huvudstaden Kabul. Arean är 7 146 kvadratkilometer.
Distriktet beräknades år 2022 ha cirka 92 000 invånare.